# 36 bites architektúra
A számítógép-architektúrák területén 36 bites egészek, memóriacímek és más adategységek azok, melyek legfeljebb 36 biten (4,5 oktett) kifejezhetők, illetve ilyen szélesek. 36 bites mikroprocesszor-, illetve ALU-architektúrák továbbá azok, melyek ilyen méretű regisztereket, címsíneket és adatsíneket használnak.
A 36 bites architektúra olyan mikroprocesszor- vagy számítógép-architektúra, melyben az adatút szélessége vagy a legnagyobb operandus-bithossz 36 bittel, avagy 4,5 oktettel egyenlő. Ezekben az architektúrákban tipikusan ennek megfelelő regiszterfájlok találhatóak, 36 bites regiszterekkel. A 36 bites rendszerek gyakran kihasználják a lehetőséget, hogy 6 darab 6 bites karakteres adat kezelhető egyszerre. Kialakulása annak köszönhető, hogy a korai számítógépekben a tervezők igyekeztek legalább a korabeli mechanikus kalkulátorok pontosságának megfelelni, és 36 biten már ábrázolható a 10 decimális számjeggyel leírható értéktartomány. A 36 bites rendszerek főleg korai nagy- és közepes számítógépek voltak, mikroprocesszoros rendszerekben már csak néhány speciális eszközben fordul elő 36 bites adat használata. Használatát kiszorította a 2 hatványainak megfelelő adatméretek használata, de nem tűnt el teljesen: még 2014-ben is forgalmaztak 36 bites számítógépeket, például a Unisys ClearPath Dorado sorozatát, mely a UNIVAC 1100/2200 sorozat utódja.

## 36 bites rendszerek
Az első 36 bites számítógéptípus az 1953-ban megjelent UNIVAC 1103 volt. Ennél a 36 bitet nem az adatábrázolás, hanem a teljesítmény fokozása indokolta. Elődje, az ERA 1101 vagy UNIVAC 1101 jelű modell 24 bites architektúrájú volt, 24 bites memóriaszavakkal, utasításszavában pedig 14 bites címmezővel. A 1103-asban az utasításszót kiterjesztették: a 36 bites utasításszó az utasításkódból, az operanduscímből és a következő utasítás címéből tevődött össze. A következő utasításcímmel a fordítóprogram optimalizálhatta a program futtatását és elhelyezését a forgó mágnesdobon, ami a gép főmemóriáját alkotta.
A fontosabb 36 bites számítógépek:
- MIT Lincoln Laboratory TX-2
- IBM 701/704/709/7090/7094
- UNIVAC 1103/1103A/1105, UNIVAC 1100/2200
- GE–600 (General Electric)
- Honeywell 6000
- Digital Equipment Corporation DEC PDP–3, DEC PDP–6, DEC PDP–10
- Symbolics 3600-as sorozat

A DEC kisebb gépeiben – PDP-1/PDP-9/PDP-15 – 18 bites szóhosszat alkalmaztak, így ezekben a duplaszó 36 bites.